# Volo Singapore Airlines 321
Il volo Singapore Airlines 321 è un regolare collegamento di linea passeggeri internazionale dall'aeroporto di Londra-Heathrow all'aeroporto di Singapore, operato quotidianamente dalla Singapore Airlines. Il 21 maggio 2024, superate le dieci ore dal decollo, il velivolo che effettuava il volo si trovava sopra le acque del fiume birmano Irrawaddy, quando si è imbattuto in una grave turbolenza che ha causato 104 feriti e 1 vittima oltre ad una rapidissima discesa incontrollata costringendo l'equipaggio a dirottare il volo verso l'aeroporto di Bangkok-Suvarnabhumi dove ha effettuato un atterraggio di emergenza.

## L'aereo
Il velivolo coinvolto è un Boeing 777-312ER, immatricolato 9V-SWM. L'aereo aveva effettuato il suo primo volo il 19 febbraio 2008 ed era stato consegnato a Singapore Airlines il 29 febbraio 2008. Nell'aprile 2019 è stata dipinta sulla fusoliera la livrea Star Alliance e da dicembre 2021 era stato messo momentaneamente fuori servizio per ritornare in volo ad aprile 2024.

## L'incidente
Il volo SQ321 con partenza schedulata alle 22:05 locali da Heathrow alla volta di Singapore, decollò regolarmente con 33 minuti di ritardo dalla pista 27R dello scalo londinese alle 22:38 e proseguì il volo senza alcun problema. Dopo poco più di 10 ore di volo, sopra il fiume Irrawaddy nello stato asiatico della Birmania, ad una quota di 11 000 m (36 000 piedi), l'equipaggio di cabina stava servendo la colazione e il velivolo si imbatté in una violentissima turbolenza, causando una rapida discesa incontrollata di circa 6000 piedi passando a 31 mila piedi nel giro di meno di 5 minuti e seminando il panico tra i passeggeri. Chi di loro non indossava la cintura venne sbalzato via dai propri sedili per le forti vibrazioni, assieme agli assistenti di volo che stavano eseguendo il servizio catering. Alcuni passeggeri testimoniarono che l'insegna luminosa di allacciare le cinture ("fasten seat belt") venne accesa "troppo tardi". L'equipaggio inserì poco dopo il codice squawk 7700 per dichiarare l'emergenza generale e decidette di dirottare il volo sul vicino aeroporto di Bangkok per eseguire un atterraggio di emergenza. Dopo circa mezz'ora dall'inconveniente l'aereo atterrò finalmente sulla pista 19R alle 15:45 locali del 21 maggio 2024, supportato dai mezzi di soccorso sulla pista per offrire cure mediche ai feriti. Secondo le prime ricostruzioni, a causa di un infarto, un passeggero britannico di 73 anni di nome Geoff Kitchen è deceduto durante il sinistro, nonostante i tentativi di rianimazione eseguiti prima a bordo e successivamente nello scalo thailandese. L'incidente è il secondo mortale nella storia della compagnia, ritenuta tra le più sicure al mondo, dopo quello del Volo Singapore Airlines 006 nell'ottobre del 2000 dove durante il decollo persero la vita 83 persone. Fortunatamente, l'aereo non aveva riportato gravi danni e ha ottenuto il permesso di tornare a Singapore il 26 maggio.

## L'indagine
I dati della scatola nera sia del fonoregistratore in cabina di pilotaggio (CVR, Cockpit Voice Recorder) e del registratore dei dati di volo (FDR Flight Data Recorder) sono stati acquisiti dagli investigatori del Transport Safety Investigation Bureau del dipartimento dei trasporto di Singapore per avviare le indagini e fare maggiore chiarezza sull'accaduto.

## Conseguenze
Dopo l'incidente, la Singapore Airlines ha modificato le proprie routine di servizio in cabina, inclusa l'interruzione del servizio di catering quando la spia di segnalazione delle cinture di sicurezza è accesa.